# Mihrimah Sultan

Mihrimah Sultan, Gemälde aus der Werkstatt Tizians, um 1555

Mihrimah Sultan (* um 1522 in Istanbul; † 25. Januar 1578 ebenda) war eine osmanische Prinzessin und die Tochter von Süleyman I. und Roxelane. Sie war eine der einflussreichsten osmanischen Prinzessinnen.

## Leben
Mihrimah kam als einzige Tochter von Roxelane zur Welt. Ende 1539 wurde sie mit dem späteren Großwesir Rüstem Pascha verheiratet.
Genau wie ihre Mutter schrieb sie Briefe an Sigismund II. August, den König von Polen. Nach dem Tod ihres Vaters lieh sie ihrem Bruder Selim II. 50.000 Golddukaten und zeigte damit ihre politische Macht. Sie war nicht nur Prinzessin, sondern diente als eine symbolische Valide Sultan ihrem jüngeren Bruder Selim II. gegenüber (in der Regel Position der lebenden Mutter des regierenden osmanischen Sultans). In der osmanischen Türkei hatte die Valide Sultan traditionell Zugang zu erheblichen wirtschaftlichen Ressourcen und großen Architekturprojekten. Mihrimahs berühmteste Stiftungen waren die Mihrimah-Sultan-Moschee (Edirnekapı) und die Mihrimah-Sultan-Moschee (Üsküdar), die beide vom Chefarchitekten ihres Vaters Sinan gestaltet wurden. Als Tochter Süleymans I. erhielt sie 600 Akçe am Tag, als sie im alten Palast in Ruhestand ging. Eine solche Summe hatte bislang keine Prinzessin erhalten.
Sie starb am 25. Januar 1578 in Istanbul und wurde im Komplex der Süleymaniye-Moschee begraben.